# Zastolny albom
Zastolny albom (biał. Застольны альбом, pol. Biesiadny album) – debiutancki album studyjny białoruskiego zespołu rockowego Krambambula, wydany w 2002 roku.

## Lista utworów
| Nr  | Tytuł utworu                                         | Oryginalna pisownia tytułu                         | Długość |
| --- | ---------------------------------------------------- | -------------------------------------------------- | ------- |
| 1.  | „Pradaj kania, kupi wina”                            | «Прадай каня, купі віна»                           | 3:58    |
| 2.  | „Kufal piwa, kielich wiski”                          | «Куфаль піва, келіх віскі»                         | 3:57    |
| 3.  | „Absent”                                             | «Абсэнт»                                           | 5:34    |
| 4.  | „Hrapa, kjanci i marcini”                            | «Грапа, к’янці і марціні»                          | 3:18    |
| 5.  | „Kumys”                                              | «Кумыс»                                            | 5:10    |
| 6.  | „Uschodniaja nocz”                                   | «Усходняя ноч»                                     | 4:06    |
| 7.  | „Maleńki żaunieryk”                                  | «Маленькі жаўнерык»                                | 4:09    |
| 8.  | „Balada pra Szejna-Dżeka O'Koneli i jahony sini nos” | «Балада пра Шэйна-Джэка О’Конэлі і ягоны сіні нос» | 3:06    |
| 9.  | „Panie Kachanku”                                     | «Пане Каханку»                                     | 5:26    |
| 10. | „Nam harełki budzie mała”                            | «Нам гарэлкі будзе мала»                           | 4:27    |
| 11. | „Kutata-mutata”                                      | «Кутата-мутата»                                    | 2:34    |
| 12. | „Tekiła i ahuardjente”                               | «Тэкіла і агуард’ентэ»                             | 4:33    |
| 13. | „Sawieckaje szampanskaje”                            | «Савецкае шампанскае»                              | 4:29    |
| 14. | „Hruzinskaja pieśnia”                                | «Грузінская песьня»                                | 2:28    |
|     |                                                      |                                                    | 57:15   |

## Twórcy
- Lawon Wolski – wokal, gitara, harmonijka ustna, klawisze, tamburyn
- Siarhiej Kananowicz – gitara, mandolina, wokal wspierający
- Uładzisłau Pluszczau – gitara basowa, wokal wspierający
- Alaksandr Chaukin – skrzypce, wokal wspierający
- Alaksandr Bykau – perkusja, wokal wspierający